# Herb gminy Ostrów Wielkopolski
Herb gminy Ostrów Wielkopolski – jeden z symboli gminy Ostrów Wielkopolski.

## Wygląd i symbolika
Herb przedstawia na tarczy dzielonej w słup w polu lewym czerwonym złotą podkowę, natomiast w polu prawym pół głowy bawoła ze złotą koroną i złotym kolczykiem na czerwono-srebrnej szachownicy (pochodzący z herbu województwa kaliskiego). 